# 834
Évszázadok: 8. század – 9. század – 10. század
Évtizedek: 780-as évek – 790-es évek – 800-as évek – 810-es évek – 820-as évek – 830-as évek – 840-es évek – 850-es évek – 860-as évek – 870-es évek – 880-as évek
Évek: 829 – 830 – 831 – 832 –  833 – 834 – 835 – 836 – 837 – 838 – 839

## Események

### Európa
- A fiai által trónjától megfosztott Jámbor Lajos frank császár nyilvános megalázása és vezeklésre kényszerítése a legidősebb fiú, Lothár ellen fordítja a főurakat, akik közül többen nyíltan fellázadnak. A fiatalabb fiúk, Aquitániai Pippin és Német Lajos is apjuk oldalára állnak és Lothár Burgundiába menekül. A püspökök tanácsa márciusban kimondja a trónfosztás érvénytelenségét. Szeptemberben Lothár behódol apjának és visszavonul Itáliába.
- Megalapítják a hamburgi pénzverdét.
- A kelet-skóciai Dál Riata királya, Alpín mac Echdach megtámadja a nyugati pikteket és csatában megüli királyukat, II. Óengust. A piktek unokaöccsét, Drestet választják királyukká, aki Gallowaynél nagy vereséget mér a gaelokra és Alpín király fejét karóra tűzve viszi haza.
- Vikingek pusztítják el a Rajna torkolatánál fekvő gazdag kereskedővárost, Dorestadot.
- Norvégiában elkészül az osebergi hajósír. A sírba valószínűleg Åsa Haraldsdottirt, Fekete Halfdan király anyját temették.

## Születések
- I. Euthümiosz, konstantinápolyi pátriárka

## Halálozások
- Alpín mac Echdach, gael király
- Fredegius, angolszász szerzetes
- I. Odo, orléans-i gróf
- II. Óengus, pikt király
- Vilmos, Blois grófja

## Fordítás
- Ez a szócikk részben vagy egészben  a(z)   834 című angol Wikipédia-szócikk ezen változatának fordításán alapul.  Az eredeti cikk szerkesztőit annak laptörténete sorolja fel. Ez a jelzés csupán a megfogalmazás eredetét és a szerzői jogokat jelzi, nem szolgál a cikkben szereplő információk forrásmegjelöléseként.